# Église Saint-Martin de Gonneville
Pour les articles homonymes, voir Église Saint-Martin.
L'église Saint-Martin de Gonneville est un édifice catholique qui se dresse sur le territoire de l'ancienne commune française de Gonneville, dans le département de la Manche, en région Normandie.
L'église est inscrite dans sa totalité aux monuments historiques.

## Localisation
L'église Saint-Martin est située dans le bourg de Gonneville, commune déléguée de la commune nouvelle de Gonneville-Le Theil, dans le département français de la Manche.

## Historique
L'église, placée sous le vocable de saint Martin, a vu sa construction s'échelonner du XIVe au XVIIIe siècle.

### Église primitive
Le fief de Gonneville relevait de la baronnie de Néhou. Ainsi qu'en Richard de Reviers, baron de Néhou, fonda en 1105 une collégiale près de son château, il y rattacha l'église de Gonneville, avec cinq autres. Son fils, Guillaume, en 1152 donna la collégiale à l'abbaye de Montebourg. C'est ainsi que l'abbé de Montebourg devint le patron de l'église de Gonneville et nommait à la cure. L'acte de 1105 apporte la preuve qu'il existait déjà au début du XIIe siècle une église à Gonneville. Le patronage de saint Martin quant à lui indique une fondation ancienne. Situé tout près d'une voie romaine, on peut envisager que la population a été christianisée dès les VIIe – VIIIe siècles, et de façon définitive après la coupure des invasions scandinaves.

### Église actuelle
L'abbé de Montebourg au milieu du XIIIe siècle percevait la dîme de toutes les gerbes, froment et avoine, quant au curé il percevait l'autelage, huit quartiers de froments et trente sous de rente. Un siècle plus tard les revenus de la cure avait considérablement augmenté. Le curé possédait alors un manoir et six vergées de terre, plus 64 vergées dont 50 dans la pièce des vallées, soit au total 14 hectares.
De 1731 à 1763, la cure de Gonneville fut occupée par Adrien-François de Bricqueville, bachelier en théologie de la faculté de Paris, licencié en droit. En 1740, François Jouenne, paroissien de Gonneville, après avoir fait fortune à Paris, fonda trois écoles et finança les travaux d'agrandissement de l'église et la construction du porche.
À la Révolution, tous les biens ecclésiastiques (meubles, croix, statues, confessionnaux) furent vendus à l'exception de l'église et du presbytère. Suivant la loi, l'argenterie, les garnitures d'autel et les ornements furent portés au district de Cherbourg. Jean Renouf, un paroissien, cacha en les enterrant derrière l'église, les statues de saint Martin et de saint Jean, les deux patrons de l'église, après les avoir acheté pour huit livres, alors que Guillaume Lacour et Jean Laisné reçurent cinquante-cinq livres pour avoir détruit et démonté les autels, ôté le coq de la tour et abattu les croix des deux bouts.
Après la Révolution, c'est le nouveau curé, Gilles-François Pinabel, qui s'employa sur ses propres deniers à réparer les dégâts. En 1815, l'église n'avait encore que trois chapes rouges, trois chasubles, un ostensoir en fer blanc et un ciboire en cuivre. C'est son successeur, M. Corbin qui fit reconstruire le maître-autel, réparer les statues, paver la grande nef et relever le calvaire à la suite d'une quête qui rapporta 1 200 francs. En 1820, il mit une sonnerie de trois cloches. Monsieur Lucas, son successeur, fit dorer le maître-autel et peindre l'autel de la Vierge entre 1844 et 1854.
Les stalles et les bancs furent refaits par monsieur Jacques Crosville, qui remplaça la poutre de gloire, pava le chœur, posa des lambris et fit construire une tribune. Il répara également la charpente et restaura l'autel Saint-Éloi. En 1876, c'est monsieur Xavier Deglande qui prit la cure de Gonneville, et c'est sous son ministère et grâce à la marquise de Briges, Marie-Barbe de Longaulnay (1794-1891), qu'il acheta les statues du bienheureux Thomas, de saint Michel et de saint Éloi, et grâce à madame Fleury, celle de saint Joseph. Les statues du Sacré-Cœur et de Notre-Dame de Lourdes furent données par la marquise de Chivré, Mme Alix Doynel de La Sausserie (1820-1907). Quant au grand bancs du chœur, l'harmonium, la chaire et un ciboire doré, ils furent payés par la fabrique.
En 1900, le clocher est restauré.

## Description
L'église se compose d'une nef, avec une voûte en bois semis-circulaire, séparée par un arc triomphal ogival et une poutre de gloire du chœur gothique du XVIe siècle voûté en croisée d'ogives qui comprend trois travées et d'une abside à pans coupés. Le chœur, décrit par Louis Drouet, arbore « une voûte en pierre entrecoupée d'arceaux, qui viennent s'appuyer sur un faisceau de colonnettes, surmontées de chapiteaux doubles et superposés ».
À l'origine, l'édifice s'éclairait par cinq fenêtres ogivales, dont deux ont été depuis bouchées. Celle située derrière l'autel est obstruée par un retable représentant l'Assomption de la Vierge (1812-1820, restauré depuis). Toutes les autres ouvertures furent agrandies au XVIIe siècle. C'est à cette époque que les arcs ogivaux ont été remplacés par l'anse de panier, alors à la mode. En 1740, on ajouta à la nef une travée ainsi que le porche surmonté d'un fronton triangulaire.
Le clocher couvert d'un toit en bâtière s'élève sur le côté nord. Il s’appuie sur une petite chapelle avec un autel à saint Éloi qui y était prié pour guérir les maladies des enfants. La chapelle forme avec celle de la Vierge au sud un petit transept.
La clef de voûte de la travée centrale du chœur gothique porte les armes de Jean La Guette, seigneur de Gonneville qui le fit construire : d'or à la fasce d'azur chargée d'une étoile d'argent sommée d'un lion issant de gueules et accompagnée en pointe de trois trèfles de sinople. À cette époque, c'est Bernard de Pierrepont qui en est le curé.

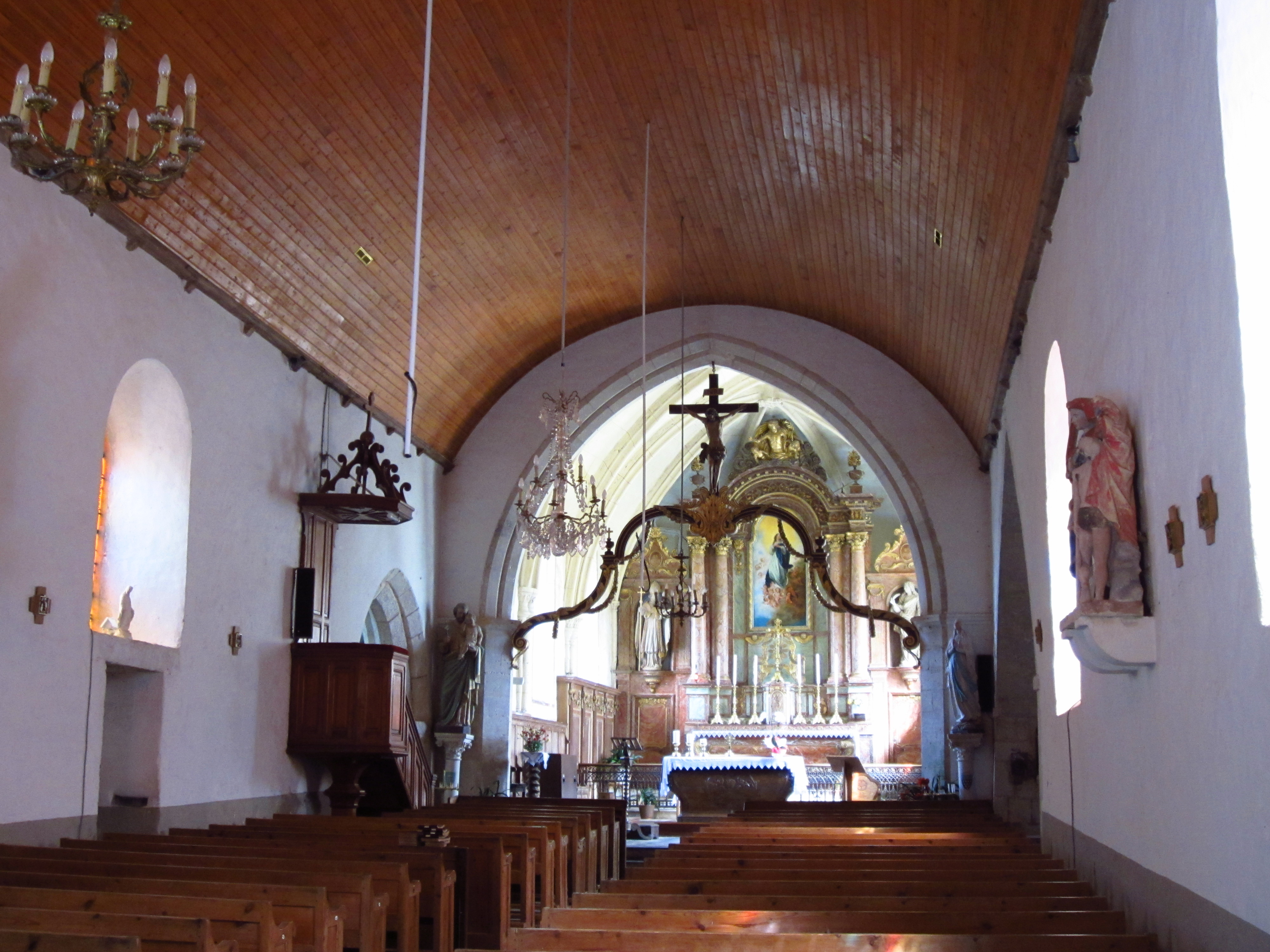
Vue de la nef.

## Protection
L'église est inscrite au titre des monuments historiques par arrêté du 16 mai 1972.

## Mobilier
L'église abrite diverses œuvres classées au titre objet aux monuments historiques dont une statue de saint Antoine (XVe siècle) avec sa clochette mais sans son cochon, en terre cuite peinte, dans la nef, sur le mur de droite, un groupe sculpté polychromé du XVIe siècle, restauré en grande partie, dit Charité Saint-Martin,, dans la chapelle nord, saint Gilles et sa biche (XVIe siècle) en pierre polychromée sous badigeon, ainsi qu'une statue du XVe siècle d'un saint (saint Jude ?) qui tient un dans sa main un minuscule livre.
Le maître-autel du XVIIIe siècle, avec son retable du XVIIe siècle surplombé par un christ qui sort des nuages, en bois de chêne, est encadré par les statues de saint Martin en évêque tenant une croix d'archevêque, et de saint Jean l'Évangéliste, avec au-dessus, un tableau, restauré, de l'Assomption de la Vierge  du premier quart du XIXe siècle. Le tombeau de l'autel est de 1812-1820.
L'autel à la Vierge comprend une Vierge à l'Enfant portant Jésus à demi allongé sur son bras droit du premier quart du XVe siècle en pierre calcaire polychromée. Elle est couronnée d'un diadème à grands fleurons posé sur son voile.

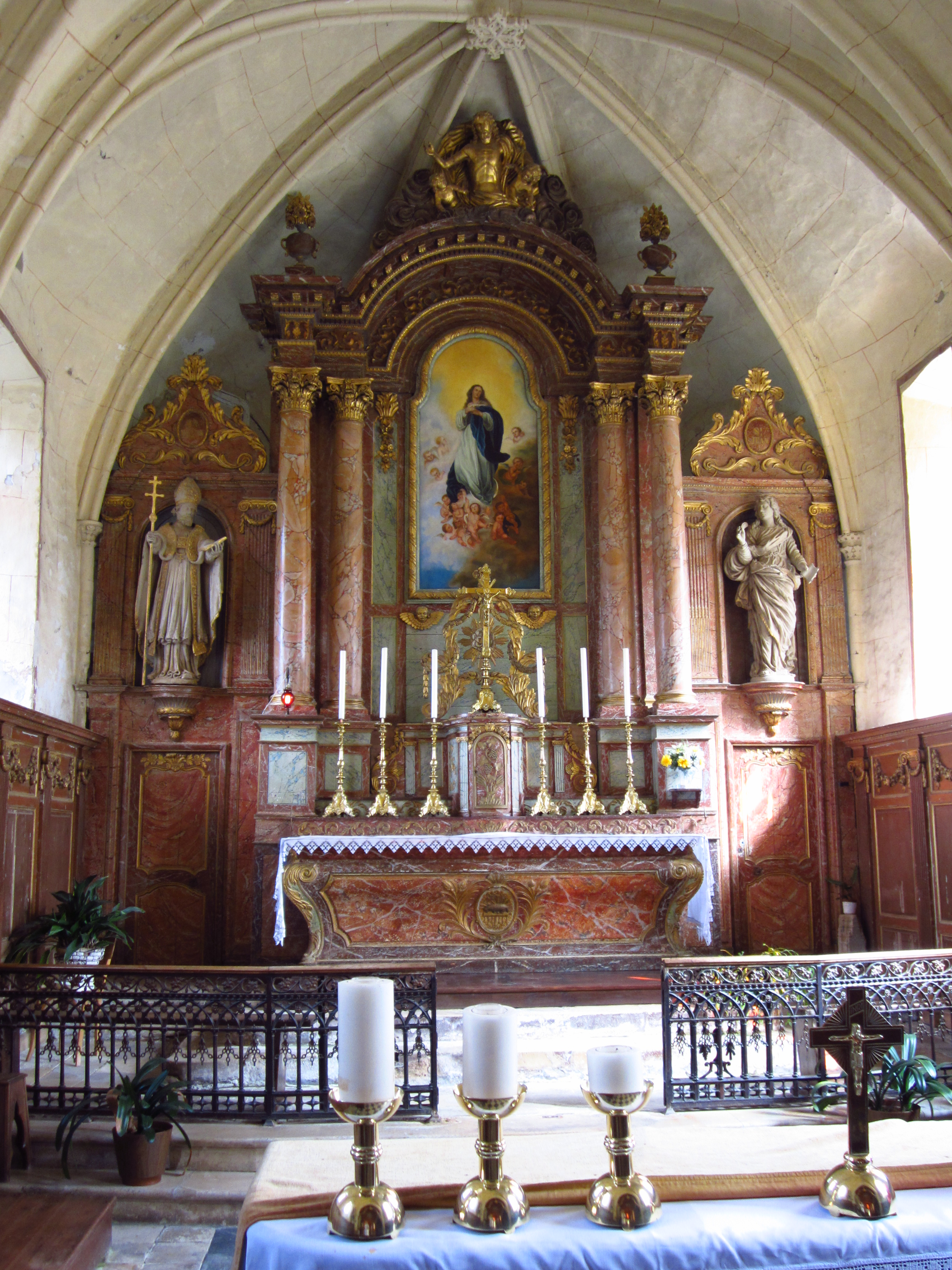
Le maitre-autel.
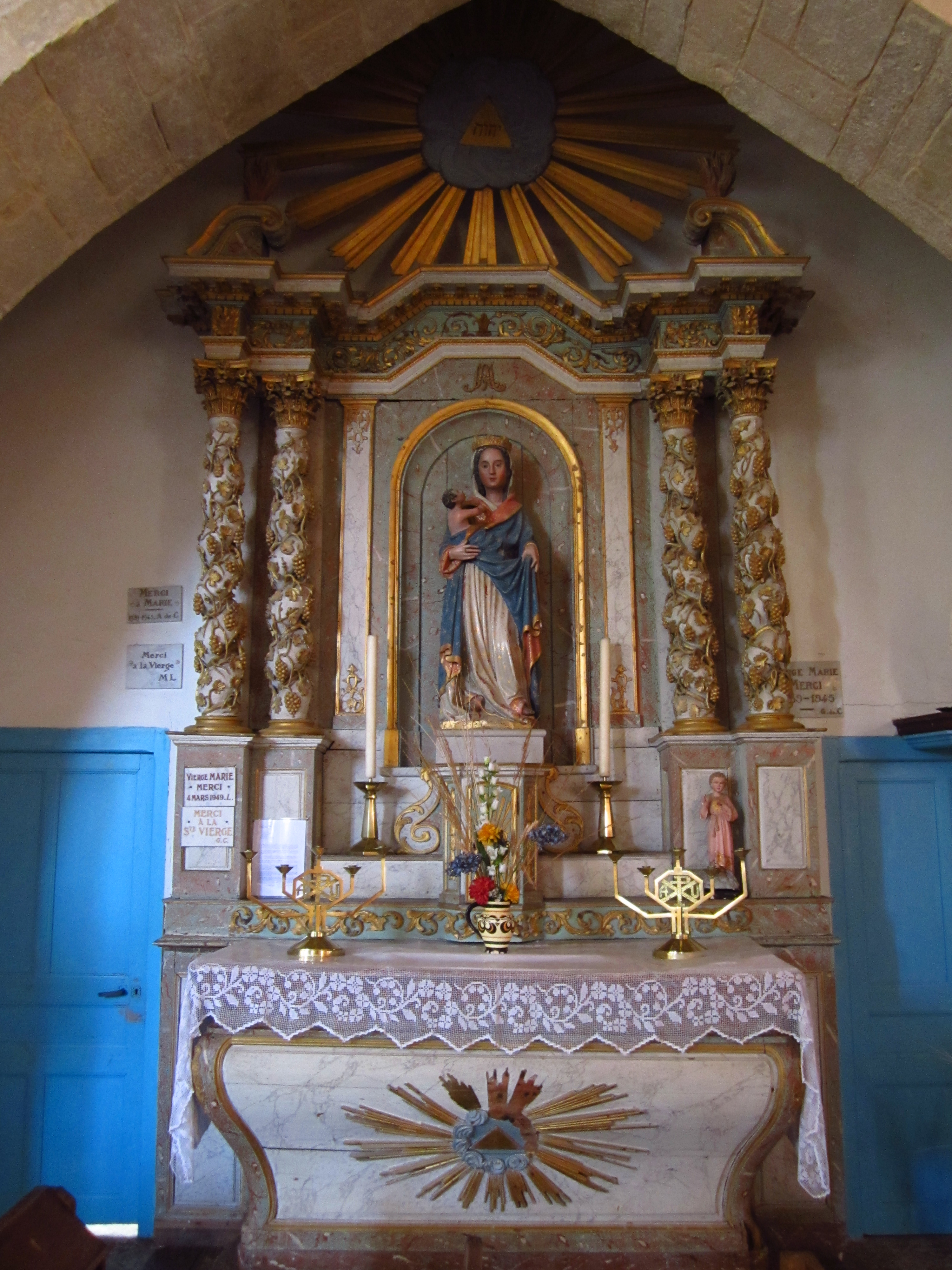
L'autel à la Vierge.
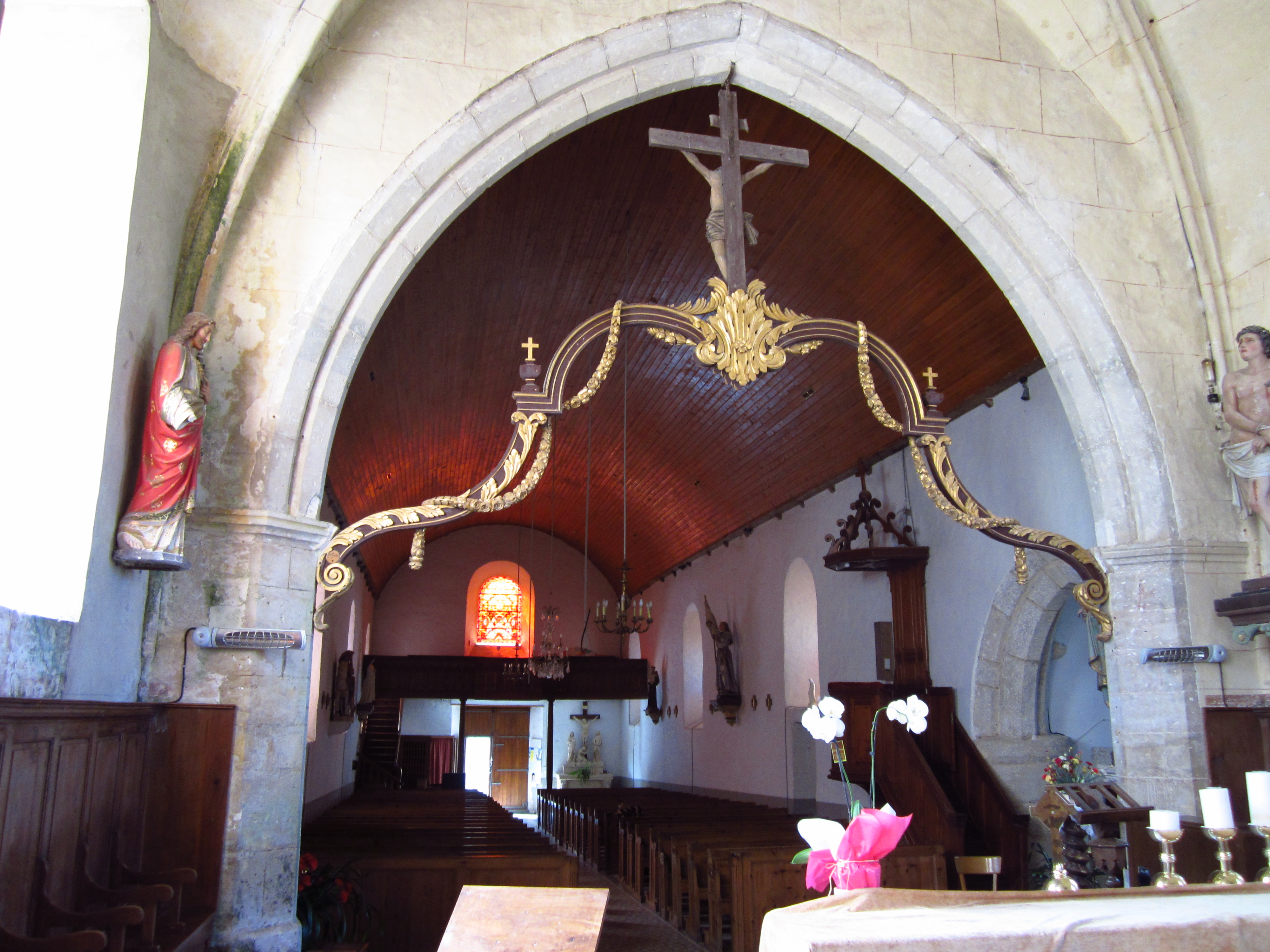
La poutre de gloire.
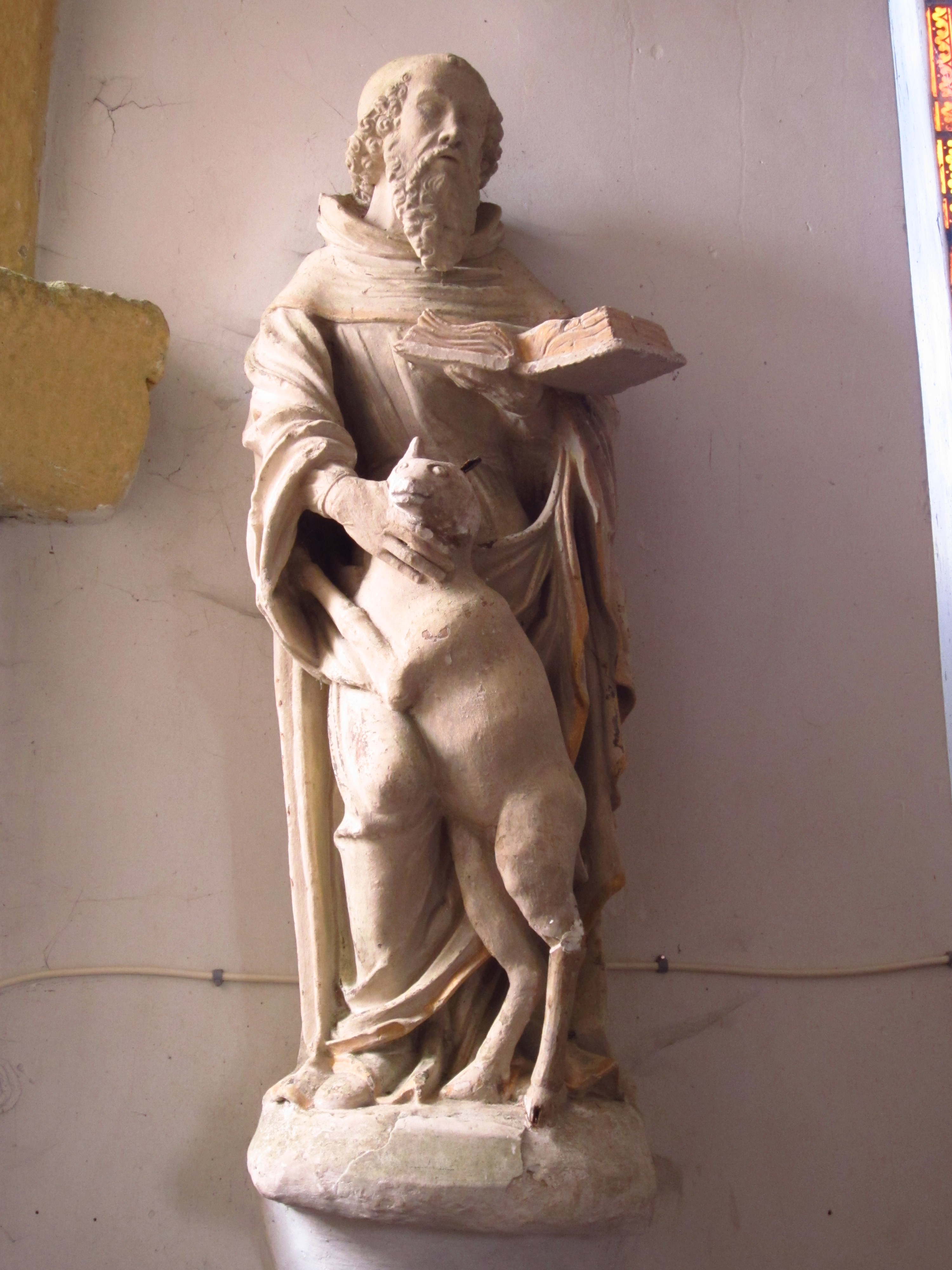
La statue de saint Gilles.
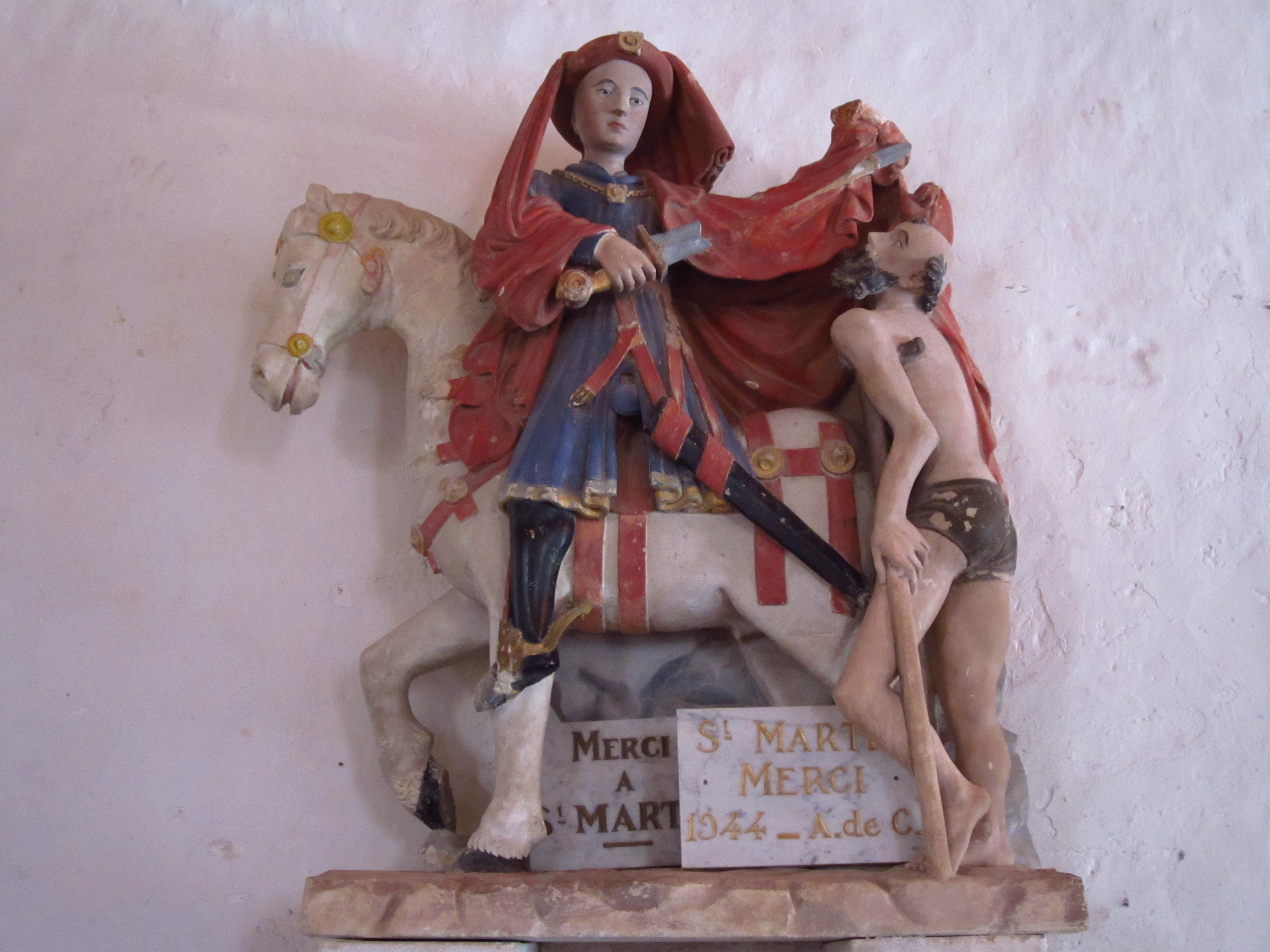
La statue de saint Martin.